# Chika Anadu
Chika Anadu (sinh tháng 11 năm 1980) là tên của một nhà làm phim người Nigeria và thường được biết đến qua bộ phim B for Boy (năm 2013). Bên cạnh đó, bà còn viết và sản xuất một vài bộ phim ngắn. Những bộ phim của bà thường mang một chủ đề về vấn đề phân biệt giới tính và áp lực của văn hóa trong truyền thống của Nigeria.

## Lí lịch
Bà sinh ra ở bang Lagos. Bà học ở Nigeria nhưng đến năm 16 tuổi, bà sang Anh để du học. Và bà nhận được bằng về tội phạm học và luật. Trong một bài phỏng vấn về ở học viện điện ảnh New York ở New York, Mĩ, Chika Anadu đã nói rằng bà rất yêu thích những bộ phim mà bà đã xem khi con nhỏ. Nhưng mãi đến năm năm 2006 thì bà mới nhận ra rằng việc trở thành đạo diễn đã không còn là điều bất khả thi nữa.
Năm 2006, bà về nước và hoàn thành nghĩa vụ của mình (đó là một công việc bắt buộc cho những công dân người Nigeria với tấm bằng đại học). Trong thời gian đó, bà xem một bộ phim của Ý tên là Cinema Paradiso (năm 1988) và bà được truyền cảm hứng để trở thành đạo diễn.

## Sự nghiệp
Tháng 10 và tháng 11, bà bắt đầu viết và quay những thước phim đầu tiên. Năm 2009, bộ phim đầu tiên của bà tên là Epilogue được chiếu tại liên hoan phim đen San Diego tại Mĩ (tiếng Anh: San Diego Black Film Festival; black film là một thuật ngữ chỉ thể loại phim nhấn mạnh thái độ, điệu bộ giễu cợt của các nhân vật và sự thúc đẩy dẫn đến tình dục). Bộ phim tiếp theo tên là Ava (Năm 2010) được chiếu tại liên hoan phim Cannes ở Pháp trong mục phim ngắn.
Cũng năm 2010, bà vào làm việc trong học viện phim New York khi họ đến Nigeria lần đầu tiên với vai trò là viết kịch bản thay vì làm đạo diễn, dù khi ấy họ biết bà muốn làm. Trong khoảng thời gian đó, bà cũng nộp đơn vào Cinéfondation (tổ chức liên quan mật thiết đến liên hoan phim Cannes). Bà đã nói rằng việc chỉnh sửa 14 trang kịch bản là một trong những điều khiến bà làm bộ phim dài đầu tiên tên là B for Boy (Năm 2013).

## Phim ảnh
| Năm  | Tên phim            |
| ---- | ------------------- |
| 2009 | Epilogue            |
| 2010 | Ava                 |
| 2012 | The Marriage Factor |
| 2013 | B for Boy           |
| 2015 | Going Home          |